# Y-10 (航空機)
上海 Y-10
中国商用飛機敷地内に保存されたY-10
- 用途：旅客機
- 分類：試作機
- 設計者：熊焔（中国語版）・馬鳳山（設計チーム代表）
- 製造者：上海航空機製造[1]
- 初飛行：1980年9月26日[1][2]
- 生産数：2機[1]
- 運用状況：試作のみ、引退済
- ユニットコスト：5億8,000万元[2]

Y-10 （中国語　运-10）とは、中華人民共和国（中国）が国産ジェット旅客機である。ジェット旅客機を自主開発することを目的に、国営の上海航空機製造が当時入手したばかりのボーイング707をデッドコピーして試作製造した。2機のみ製造されて商業運航されることなく、試験のみで開発は中止された。

## 開発

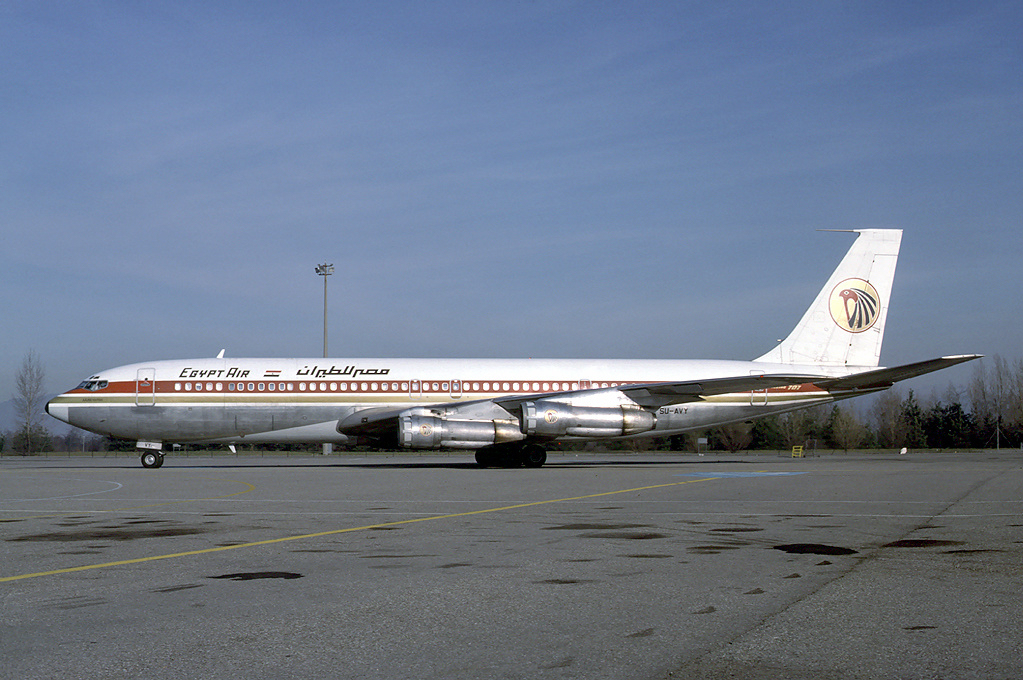
原型となったボーイング707-320B

1968年、ソビエト連邦（ソ連）製のTu-16を国産化したH-6の試験飛行が成功した後、視察した周恩来首相は「H-6を元にしたジェット旅客機を設計できるだろうか。」と尋ねた。同時期には外交部長の陳毅も「外相として海外に行く時に自国の飛行機に乗ることはできないし、他の国とは立場が違う。」と述べており、旅客機の国産化は中国首脳部の要求となりつつあった。
1969年の国慶節前夜、毛沢東主席が上海を視察した際、ロケットの製造工場などの工業生産状況を聞き「飛行機の製造は可能か。」と尋ねた。1970年7月下旬、上海を視察した毛は再びこの話題を取り上げ、「上海の産業技術基盤は非常に優れており、飛行機を製造できる。」と語った。毛の発言をきっかけに、8月21日には国家計画委員会国防産業指導集団と中国共産党中央軍事委員会は、航空産業指導集団が提案した「上海における輸送機の試作に関する報告書（关于上海试制生产运输机的报告）」を周首相の元に承認し、大型旅客機とエンジンの開発が始まった。機体とエンジンの開発は「708工程」として上海で行われることとなり、701工程（長征4号）や718工程（遠望型衛星追跡艦）、728工程（秦山原子力発電所）と共に国家的プロジェクトに位置付けられた。
中国には小型機の開発もしくはソ連製の航空機をライセンス生産した実績はあったが、本格的な大型ジェット機については製造どころか開発の実績も無かった。開発が始まった1970年9月には、航空工学を担当する北京の第三機械部門（現・航空工作部）から支援要員の第一陣が上海に到着し、熊焔と馬鳳山が設計チームの責任者となった。1972年1月15日、中央軍事委員会は4発エンジンを主翼に搭載するY-10の基本計画を承認した。翌2月に中央軍事委員会で開催された航空産業集団の報告会議では、葉剣英副主席が708工程を「全人民の問題であり、人民の栄光に関わる問題だ。」として、全国から優秀な設計者を選抜して設計し、軍事部門への転用を述べ、長距離ミサイルの開発を遅らせてでも708工程に集中するよう命じた。1973年、開発に際しイギリスのビッカース VC10旅客機のライセンスを試作のために購入する提案があったが、周首相は1974年2月に「我々は十分な種類の航空機を輸入している」と発言し許可しなかった。
1976年9月に静力試験のための1号機が完成した。開発開始からわずか4年8ヶ月での試作機完成だったが、地上で各種の試験を行われた後、実際の飛行試験用に作られた2号機の初飛行はさらに4年後の1980年9月26日だった。

## 設計

### 機体
機体は100%国産化に成功し、電子機器類も96%が国産とされている。
原型となったボーイング707との違いは、機首周りの形状がやや異なるほか、全長が短く乗客数が大幅に減少していた。これは政府専用機としての運航を予定したため、航続距離は8,000キロメートルという長距離性能を満たすため、乗客数を大きく減らさざるを得なかったとされている。客席はボーイング707と同じ中央通路で、左右に各3列、計6列の座席が並んでいた。
また、機体の構造を強化したため、ボーイング707よりも重量が増している。途中から部品の軽量化を図ったが、なおも重量超過だった上に金属疲労が蓄積することとなった。

### エンジン
エンジンは1号機に取り付けられず、2号機には国産のWS-8（渦扇8）ターボファンエンジンを搭載した。WS-8は、ボーイング707に搭載されたプラット・アンド・ホイットニー JT3Dエンジンを元に開発されたとされる。

## 試作中止
Y-10の2号機は1981年12月8日に上海を出発し、北京南苑空港への往復飛行を実施した。北京ではY-10を視察した軍高官や党幹部が称賛し、4,400人以上の市民が見学のために列を成した。1983年4月25日に寒冷地のハルビン、10月4日には最大離陸重量でウルムチへの長距離飛行を実施した。12月23日に広州まで15tの航空貨物を積載し、12月29日に海抜1,900mの高地で積雪した昆明へ飛行。1984年1月31日には高地での飛行性能試験と、1983年12月に発生したチベット自治区の災害の支援物資の空輸を兼ねて、成都経由でチベット自治区のラサ・クンガ空港へ飛行、中国経済委員会が要請した44tの貨物を空輸した。高地にあり空気が薄いラサへの飛行は、中国国産の飛行機として初めてのことだった。Y-10は1984年3月9日から16日にかけて7回にわたり成都からラサへの物資空輸を行ったが、ラサ・グンガ空港はジェット機の給油などの機材が無かったため、午前中にラサに到着後、午後には成都に戻るという短期間の往復飛行だった。成都双流国際空港の職員が「試験飛行か定期飛行かどちらなのか?」と聞くほどだったが、この間Y-10は無事故無故障で任務を達成した。Y-10は他にも、鄭州や合肥への飛行を含む130回の離着陸を実施し、1985年2月までに飛行時間は130時間から170時間におよんだ。最長で飛行距離3,600km、飛行時間4時間49分になったが、問題は無かった。
Y-10は飛行には成功したものの、飛行時間が100時間を過ぎた頃に金属疲労が原因で隔壁に亀裂が生じた。また、8,000kmの航続距離は国内路線には過剰性能で、旅客数増加の改造も難しいことから、民間航空用の旅客機としての安全や採算の確保は困難と判断された。政府専用機としての運用も、アメリカ連邦航空局（FAA）の型式承認を取得できる見込みが無く西側諸国への乗り入れが不可能となるため断念。中国人民解放軍空軍の早期警戒機や輸送機への転用も想定されたが、1986年に財政部が開発のための予算を計上しないことを決定し、Y-10の開発は中止された。なお、Y-10に搭載していたWS-8エンジンも研究と改良を重ねながら12基が製造されたが、やはり開発が中止された。

## 評価
当時の中華人民共和国の工業力では経済的なジェット旅客機の自主開発は難しく、また手本にしたボーイング707は当時製造中の機種とはいえ初飛行は1957年で、たとえY-10の実用化に成功しても性能の陳腐化はさけられなかったといえる。しかし外国人の介入が無い状態とはいえ、国外の技術を多数取り入れて4発ジェット機を開発した意義は大きく、中国はアメリカ・ソ連・イギリス・フランスに次ぐ、100t級の旅客機を開発した5番目の国となった。708工程は国内では「自力更生と外国技術の導入をうまく組み合わせた（自力更生与引进国外技术的一次很好的结合）」と自賛され、中ソ対立や文化大革命により停滞していた中国の技術力と国外の技術のギャップを埋める意義があったと評価されている。
外観がボーイング707とあまりにも類似していたため、知的財産権を巡ってボーイングから訴訟される可能性もあった。しかし数千時間におよぶボーイング707の操縦経験がある当時の在中国米国大使館の航空駐在官は、直接視察するために同機に搭乗した際、客室ドアを振り返るや否やボーイング707とY-10は全く違うと断言した。ボーイングのシュタイナー副社長もY-10にを視察したが、視察後に雑誌『Aviation Weekly』1980年5月号で「Y-10はボーイングの模造ではない。より正確に言えば、中国が輸送機の設計・製造能力を開発するための10年間の鍛錬の成果だ。」と結論付けた。1980年11月28日、ロイターは「この非常に複雑な技術を獲得した後、中国はもはや後進国とみなされない。」との記事を配信した。米国ダグラス社の副社長はこの航空機を見た後、中国側に「貴国の航空産業は15年で追いついた」と語ったという。

## 保存機
試作2号機(登録番号B-0002)は、開発・製造元の上海飛機製造廠（現・中国商用飛機）の中国航空大場基地(（旧・上海飛機製造廠大場廠区））中国商飛ARJ総組立センター前に静態保存されている。

## 性能要目
メーカー公表のもの。
- 乗員: 9人（操縦席5名、客室乗務員5名）

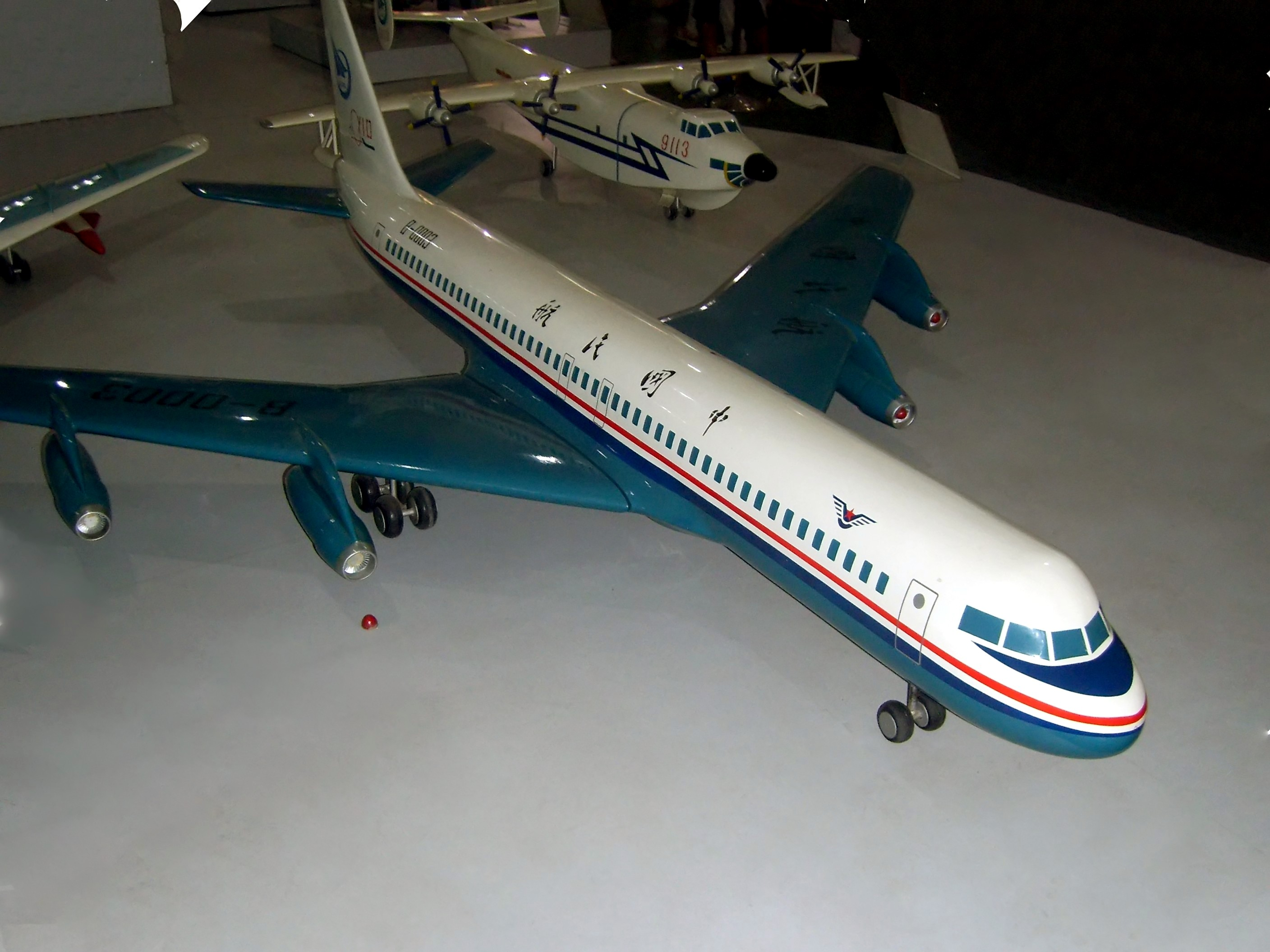
Y-10の模型

- 乗客: オールエコノミーの場合149席もしくは複数クラスの場合124席[2]
- 全長: 42.933 m
- 全幅: 42.242 m
- 高さ: 13.420 m
- 自重: 58,120 kg
- 最大離陸重量: 110,227 kg
- エンジン: WS-8（渦扇8） ターボファン 84.7 kN (19,000 lbf)
- 巡航速度: 974 km/h [2]
- 航続距離: 8,300 km[2]
- 実用上昇限度: 12,000 m[2]
- 限界上昇限度: 13,420 m